# Caspicosa
Caspicosa là một chi nhện trong họ Lycosidae.